# Estrés tendinoso
Todas las tendinitis y tendinosteoperiositis tienen una única etiopatogenia: son enfermedades por estrés, enfermermedades por desequilibrio, fuerza, resistencia; los tendones no resisten el esfuerzo (con su consecuente fatiga material o estrés) al que son sometidos.

## Anatomía patológica
El tendón  es el elemento que le da continuidad al músculo en su tensión del y transmite la fuerza que genera este hasta las palancas óseas. Cuando la tensión es excesiva sobre los tendones o se ven sometidos a sobrecargas repetidas éstos se inflaman de forma aguda, se engrosan y duelen al implicarles en cualquier actividad. Lo aconsejable es disminuir la carga sobre el tendón en cuestión y realizar tratamiento encaminado a hacer disminuir la inflamación, ya sea médico (p. ej. antiinflamatorios orales) o fisioterapéutico (ultrasonido, hielo,…). Suele ser habitualmente una lesión muy pesada y de muy lenta evolución. En ocasiones el reposo deportivo hace que desaparezca el dolor, pero al reiniciar la actividad, la lesión ha estado latente y vuelve a aparecer; es por eso aconsejable que en esta fase de reposo se lleve a cabo un tratamiento adecuado de fisioterapia para resolver de forma definitiva el problema. Los tendones que con más frecuencia se lesionan son: El tendón de Aquiles  en el talón, el rotuliano en la rodilla y el tendón largo del bíceps y el supraespinoso en el hombro.

## Fascitis plantar
La fascitis es una frecuente lesión de inserción que aparece en la planta del pie, con inflamación y dolor sobre todo debajo del talón y en la mitad del arco. La aponeurosis  o fascia plantar es una banda fibrosa que discurre hacia delante hasta los dedos desde el calcáneo (el hueso del talón). Es una lesión habitual en saltadores, en ocasiones por impacto directo y otras por sobreuso. Se ve en pies con un puente muy marcado (pie cavo) y donde los músculos del tendón de Aquiles tienen una excesiva tensión; aunque en otras ocasiones se presenta en pies pronados, con cierta laxitud e inestabilidad de los huesos del pie donde estos se "desparraman", sometiendo a la fascia que los contiene a un sobreesfuerzo. El proceso puede cronificarse y evolucionar hacia un "espolón calcáneo", que no es otra cosa que una calcificación en el punto de inserción de la fascia. El tratamiento primeramente es antiinflamatorio (médico y/o fisioterapeútico), para posteriormente darle elasticidad y fortalecimiento a esa aponeurosis.

## Tratamiento fisiátrico
Las distintas técnicas aplicables tienen una indicación exacta y su momento justo en el transcurso de la tendinitis. La Rö (que puede ser utilizada excepcionalmente) tiene un efecto analgésico manifiesto, pero muchas veces acompañado de una necrosis tendinosa parcelar.